# 清式彩画
清式彩画有二类：
- 殿式彩画，用在高等级的宫殿庙宇，以龙凤云锦西番莲西番草奎隆等图案为特征。
- 苏式彩画，多用浮云，花卉，仙人，动物，山水作为图案。

## 殿式彩画
在中国古代建筑中常用的彩画有
金琢墨盘香五墨金龙枋心过色见新
金琢墨三宝珠沥粉吉祥草奎龙
金琢墨五墨金龙
大点金五墨沥粉金龙
大点金五墨沥粉龙锦
大点金五墨沥粉
小点金五墨沥粉龙锦
小点金五墨沥粉金龙
小点金五墨花锦
雅五墨花锦
雅五墨花锦奎龙
哨青雅五墨
不哨青雅五墨
五墨过色见新
其中“五墨”指用青粉、梅花青、天大青、天二青、石大绿、黄丹、藤黄、彩黄、胭脂、银珠（珠砂）赭石等多种颜料调配成的青、大青、绿、黄、红五种颜色。
大点金用金箔分量多，小点金用金箔较少。用的金箔有红金箔和黄金箔两种。

## 苏式彩画
清代建筑中常见的苏式彩画有
苏作青地海蔓万福流云点金福五色妆花
苏作寿山福海
苏作土黄色地伏海蔓葡萄
苏作云秋木
苏作罗青地仗海蔓葡萄
苏作云秋木
苏作绿底海蔓葡萄
苏作春光明媚金扇面斗方卧蚕青绿
：苏式彩画的图样：
据清李斗 《工段营造录》记载：
苏式彩画的图样有“聚锦、花锦、博古、云秋木、寿山福海、五福庆寿、福如东海、锦上添花、百蝠流云、年年如意、福缘善庆、福禄绵绵、群仙捧寿、花草方心、春光明媚、地搭锦袱、海墁天花聚会诸式。其余则西番草、三宝珠、三退晕、石碾玉、流云仙鹤、海墁葡萄、冰裂梅、百蝶梅、夔龙宋锦、昼意锦、垛鲜花卉、流云飞蝠、袱子喳笔草、拉木纹、寿字团、古色螭虎、活盒子、炉瓶三色、岁岁青、瓶云芝、茶花团、宝石草、黄金龙、正面龙、升泽龙、圆光、六字正言、云鹤、宝仙、金莲水草、天花、鲜花、龙眼、宝珠、金井玉栏干、万字、栀子花、十瓣莲花、柿子花、菱杵、宝祥花、金扇面、江洋海水诸式”。
亲王用金五爪龙，但不许雕龙首：比金五爪龙低一级的是金四爪龙。贝勒贝子以下，贴各种花草；平民不许贴金。

## 清式彩画原料
据清代李斗 《工段营造录》记载：
清式彩画用料包括“水胶、广胶、白矾、桐油、白面、土子面、夏布、苎布、白丝、丝棉、山西绢、潮脑、陀僧、牛尾、香油、白煎油、贴金油、砖灰、木明、鸡蛋、松香、硼砂、酸梅、栀子、黄丹、土黄、油黄、黄、赭石、雄黄、石黄、黄滑石、彩黄、广靛花、青粉、沥青、梅花青、南梅花青、天大二青、乾大碌、石大二三碌、净大碌、锅巴碌、松花石碌、朱砂、红标朱、黄标朱、川二朱、银朱片、红土、苏木、胭脂、红花、香墨、烟子、南烟子、土粉、定粉、水银、光明漆、点生漆、生熟黑漆、西生漆、黄严生漆、退光漆、笼罩漆、漆朱、连四退光漆、血漆、见方红黄金、鱼子金、红黄泥金”。